# Poienile Boinei, Caraș-Severin
Poienile Boinei este un sat în comuna Șopotu Nou din județul Caraș-Severin, Banat, România.